# Día Internacional de Acción para la Salud de las Mujeres
El Día Internacional de Acción para la Salud de las Mujeres es una jornada que se celebra el 28 de mayo desde 1987, fue impulsada y formalizada por la Red de Salud de las Mujeres de América Latina y el Caribe (RSMLAC) y la Red Mundial de Mujeres por los Derechos Reproductivos (WGNRR) en ese mismo año.

## Proclamación
El Día Internacional de Acción para la Salud de las Mujeres fue proclamado el 28 de mayo de 1987 durante la V Reunión Internacional de Salud de las Mujeres celebrada en Costa Rica. La propuesta fue impulsada por la Red de Salud de las Mujeres de América Latina y el Caribe (RSMLAC), que se encargó de coordinar las acciones regionales, mientras que la Red Mundial de Mujeres por los Derechos Reproductivos (WGNRR) asumió la responsabilidad de dirigir la campaña a nivel global. El objetivo de esta proclamación es crear conciencia sobre los derechos sexuales y reproductivos (SRHR) de las mujeres y abogar por la mejora de su salud integral.En 1999 fue oficialmente reconocido por el gobierno sudafricano

## Celebración
La jornada se conmemora cada 28 de mayo en memoria de la proclamación realizada durante el encuentro en Costa Rica. A lo largo de los años, se ha consolidado como un día de acción internacional en el que se organizan actividades como campañas de concienciación, manifestaciones, seminarios y talleres. Estas actividades buscan abordar problemáticas específicas de la salud de las mujeres, como el acceso a servicios de salud de calidad, defender los derechos de las mujeres a decidir sobre sus cuerpos y garantizar su bienestar a través de un enfoque inclusivo abordar temas como la mortalidad materna, el acceso a anticonceptivos, legalización del aborto seguro, la violencia de género, y el derecho a la información y educación sexual. Cada año, la conmemoración aborda un tema específico que refleja las prioridades actuales del movimiento global y regional por los derechos de la mujer, ajustándose a las problemáticas urgentes de cada contexto. Desde su primera celebración en 1987, se estableció una campaña de varios años sobre la prevención de la mortalidad materna, se han tratado temas como el acceso a la salud reproductiva, la lucha contra la violencia de género y la promoción de los derechos sexuales.

## Véase  también
- Día internacional para la eliminación de la violencia contra las mujeres
- Día Internacional de las Mujeres
- Carme Valls
- Día de la Higiene Menstrual